# آبشار اسپیرفوسن
آبشار اسپیر فوسن (به نروژی: Spirefossen) آبشاری است که در کشور نروژ واقع شده‌است و بلندترین ریزشگاه آن ۶۹۰ متر ارتفاع دارد. این آبشار، سی و دومین آبشار بلند جهان است.